# Yuto
Yuto è un comune (municipio in spagnolo) dell'Argentina, appartenente alla provincia di Jujuy, nel dipartimento di Ledesma.
In base al censimento del 2001, nel territorio comunale dimorano 7.732 abitanti, con un aumento del 20,94% rispetto al censimento precedente (1991). Di questi abitanti, il 49,06% sono donne e il 50,93% uomini. Nel 2001 la sola città di Yuto, sede municipale, contava 6.147 abitanti.